# Амастрида (місто)
Амастрида (дав.-гр. Ἄμαστρις, тур. Amasra) іноді Амастріда —  стародавнє і середньовічне місто в області Пафлагонія  (Мала Азія) на місці сучасного турецького міста Амасра. 

## Історія
Засноване у II тис. до н. е. під назвою Сезам (дав.-гр. Σήσαμος), яку згадує, зокрема, Гомер в «Іліаді». За архаїчної доби Сезам був колонізований греками-іонійцями, а поруч із ним була заснована ще одна колонія – Кромна. Наприкінці IV ст. до н. е.  правителька Гераклеї Амастрида об’єднала Сезам, Кромну і Китор в єдиний поліс, що на її честь отримав назву Амастрида. Назва Сезам залишилася за акрополем нового міста. 
У  265-260 рр. до н. е. Амастридою правив тиран Евмен, але врешті місто було приєднано до Понтійського царства. У 70 р. до н. е. Амастриду здобув Лукулл і в 66 р. до н. е. разом з більшою частиною Понту місто стало римським.
За візантійських часів місто перетворили на фортецю, зокрема й з огляду на набіги арабів. На початку IX ст. єпископом Амастриди був призначений Георгій (майбутній Св. Георгій Амастридський), який вмовив мешканців сільської округи переселитися до міста і тим нібито врятував їх від смерті під час нападу арабів. У 830 р. Амастриду під час  війни ненадовго захопили загони русичів, але розграбувавши місто, переможці швидко залишили його.
Місто не було покинуте у Візантійську епоху, коли акрополь було перетворено на фортецю, в якій була збудована церква. Сперос Вріоніс стверджує, що в IX столітті «комбінація місцевої промисловості, торгівлі та продукції землі зробила Амастріс одним із найбільш процвітаючих міст на Чорному морі». У XIII столітті Амастріс кілька разів переходив із рук в руки, спершу став володінням Трапезундської імперії в 1204 році, потім в якийсь момент протягом наступних десяти років був захоплений турками-сельджуками, поки, нарешті, в 1261 році місто потрапило під владу Генуезької республіки, яка в той час намагалась монополізувати чорноморську торгівлю.
Генуезьке панування закінчилося, коли османський султан Мехмед II завоював усе анатолійське узбережжя Чорного моря. Османи  називали місто на свій лад — Амасра (тур. 'Amasra').